# Sota (traité)
Le traité Sota (hébreu : שוטה / סוטה « déviante ») est le cinquième de l’ordre Nashim dans la Mishna et le Talmud de Babylone selon les éditions courantes, mais le dernier dans certains manuscrits et le Talmud de Jérusalem. Il a pour principal sujet l’épreuve de l'eau amère pour la femme soupçonnée d’adultère, discutant aussi d’autres rituels nécessitant une déclaration orale, comme le brisement de la nuque de la génisse et les règles d’exemption de la conscription militaire.

## Guemarot de Babylone et de Jérusalem
La Guemara des Sages de Babylone et celle des Sages de Galilée qui forment, avec la Mishna, le Talmud de Babylone et celui de Jérusalem respectivement, discutent et expliquent les mishnayot ; cependant, les discussions des Sages, qu'elles traitent de halakha (sujets légaux) ou de aggada (sujets non-légaux), excèdent souvent le sujet de base et les Talmuds, en particulier celui de Babylone, sont riches en sentences, proverbes, histoires, légendes et autres interprétations.
Le Talmud de Babylone comprend ainsi, au cours de sa discussion sur le principe de midda kenegged midda, un commentaire relativement suivi de l’histoire de Samson mais aussi de Juda et Tamar, ainsi que des traditions sur le sarcophage de Joseph et la mort de Moïse. Il comporte aussi la première version écrite du Modim derabbanan, institué par les rabbins pour être récité silencieusement par l’assemblée des orants lorsque l’officiant déclame la dix-septième des dix-huit bénédictions. Le Talmud de Jérusalem comprend quant à lui l’affirmation selon laquelle Job a bien existé mais non les malheurs qu’il subit dans le livre qui porte son nom — il en aurait été fait le héros en raison de sa profonde et sincère piété.